# Enzim glikogenskog grananja
Enzim glikogenskog grananja je enzim koji učestvuje u konvertovanju glukoze u glikogen. On dodaje grane na rastući molekul glikogena. Glikogen je razgranati polimer formiran od velikog broja glukoznih jedinica. Struktura je bazirana na lancima glukoznih jedinica sa vezama između ugljenikovih atoma 1 i 4 svakog para jedinica (alfa 1, 4 veze). Formiranje tih veza je katalizovano enzimom glikogen sintaza.
Svakih 10 do 14 glukoznih jedinica javlja se grana sa dodatnim lancom glukoznih jedinica. Bočni lanac se vezuje na ugljenikov atom 6 glukozne jedinice, i veza se naziva alfa-1,6 glikozidnom vezom. Za formiranje ove veze se koristi enzim grananja. On dodaje niz od sedam glukoznih jedinica na šesti ugljenik glukozne jedinice, obično na unutrašnjoj lokaciji glikogenskog molekula.

## Literatura
1. ↑  Barker SA, Bourne E and Peat S. „The enzymic synthesis and degradation of starch. Part IV. The purification and storage of the Q-enzyme of the potato”. J. Chem. Soc.: 1705—1711.
2. ↑  Hehre EJ (1951). „Advances in Enzymology and Related Areas of Molecular Biology; Enzymic Synthesis of Polysaccharides: a Biological type of Polymerization”. Adv. Enzymol. Relat. Subj. Biochem. Advances in Enzymology - and Related Areas of Molecular Biology. 11: 297—337. ISBN 9780470122563. doi:10.1002/9780470122563.ch6.

## Dodatna literatura
- Baum H and Gilbert GA (1953). „A simple method for the preparation of crystalline potato phosphorylase and Q-enzyme”. Nature. 171 (4361): 983—984. PMID 13063502. doi:10.1038/171983a0.
- Handelsman DJ; Wang, Y; Jimenez, M; Marshan, B; Spaliviero, J; Illingworth, P; Handelsman, DJ (2006). „Follicle-stimulating hormone increases primordial follicle reserve in mature female hypogonadal mice”. J. Endocrinol. 188 (3): 549—57. PMID 16522734. doi:10.1677/joe.1.06614.
- Nicholas C. Price; Lewis Stevens (1999). Fundamentals of Enzymology: The Cell and Molecular Biology of Catalytic Proteins (Third изд.). USA: Oxford University Press. ISBN 019850229X.
- Eric J. Toone (2006). Advances in Enzymology and Related Areas of Molecular Biology, Protein Evolution (Volume 75 изд.). Wiley-Interscience. ISBN 0471205036.
- Branden C; Tooze J. Introduction to Protein Structure. New York, NY: Garland Publishing. ISBN 0-8153-2305-0.
- Irwin H. Segel. Enzyme Kinetics: Behavior and Analysis of Rapid Equilibrium and Steady-State Enzyme Systems (Book 44 изд.). Wiley Classics Library. ISBN 0471303097.

## Spoljašnje veze
- Poliglukozanske bolesti odraslih